# Hafgufa
Hafgufa (vapeur de l'océan), ou  havguva, ou havgumsen, ou havstramben désigne un énorme monstre marin décrit dans la littérature nordique, et plus précisément, dans une des heiti de l'Edda de Snorri, dans la saga d'Örvar-Oddr, et dans Le Miroir royal (Konungs Skuggsjá, un manuel d'instruction royale), en 1250.   
Le Konungs Skuggsjá parle d'un monstre océanique qui ressemble à un poisson géant aussi grand qu'une île. Cet animal, rarement vu et observé, pourrait exister en un seul exemplaire.   
Hafgufa est réputé partager la mer du Groenland avec une autre bête mythique, Lyngbakr.

## Explications du phénomène

### Origine surnaturelle
Il existe très peu de mentions de ce poisson gigantesque, qui aurait habité les profondeurs marines des pays nordiques. Mais, dans la tradition populaire, il est supposé fréquenter l'Atlantique, principalement en Norvège. 
Selon l'évêque Gunnerus de Trondheim, il s'agirait du kraken lui-même. Le monstre océanique est minutieusement décrit par Erik Pontoppidan dans son Histoire naturelle de la Norvège en 1572, où il s'appuie principalement sur la reproduction d'histoires de pêcheurs norvégiens.

### Causes d'origine naturelle
Les observations de Hafgufa, en Islande et en Norvège, peuvent renvoyer à un bouillonnement sous-marin, d'origine volcanique, avec éventuelle formation d'îlots nouveaux, ou encore à des phénomènes aériens nébuleux. De récentes vapeurs d'océan correspondraient à des bulles de gaz méthane, instable, qui émergeraient des fonds marins, à la suite de phénomènes tels que des tremblements de terre avec glissements de terre sous-marins. Ce gaz peut causer aussi des incendies, ce qui motiverait une explication des disparitions mystérieuses d'aéronefs et de bateaux dans le triangle des Bermudes.